# Bitalino
Il BITalino è un single board computer a basso costo e ad hardware open source progettato per l'educazione, lo sviluppo di prototipi e la ricerca in campo biomedico.

## Panoramica
BITalino è stato progettato per essere adatto all'acquisizione di segnali fisiologici.  Bitalino è nato come progetto universitario da Hugo Silva, ingegnere elettrico presso l'Istituto di Comunicazione Elettrica di Lisbona ed è stato poi sviluppato da Plux-Wireless Biosignals.

## Sensori
I Kit BITalino sono dotati di sensori per:
- Elettromiografia (EMG)
- Elettrocardiografia (ECG)
- Attività elettrodermica (EDA)
- Elettroencefalografia (EEG)

Le schede BITalino sono inoltre dotate di:
- Accelerometro
- Fotorilevatore
- Pulsante
- Led
- Convertitore Digitale-Analogico

## Software
Per la registrazione di segnali fisiologici è possibile utilizzare BITalino con il software OpenSignal o utilizzando una API.
Le API sono disponibili per le seguenti piattaforme e linguaggi di programmazione:
- Python
- Android
- Matlab
- Arduino
- Bonsai Library
- C++
- Objective-C
- LabView
- Java
- Raspberry Pi
- Unity

## Riconoscimenti
BITalino è entrato nei finalisti dell'Innovation Radar Prize 2017, promosso dall'Unione Europea, alla categoria "Industrial & Enabling Tech" .